# Polistes dominula
Polistes dominula са вид насекоми от семейство Оси (Vespidae).

## Разпространение
Първоначално са разпространени в Северна Африка, Южна Европа и умерения пояс на Азия до Китай на изток, но са интродуцирани също в Австралия и Америка. Живеят в колонии, основавани от женска през пролетта и разпадащи се в края на лятото.